# Cách mạng xanh

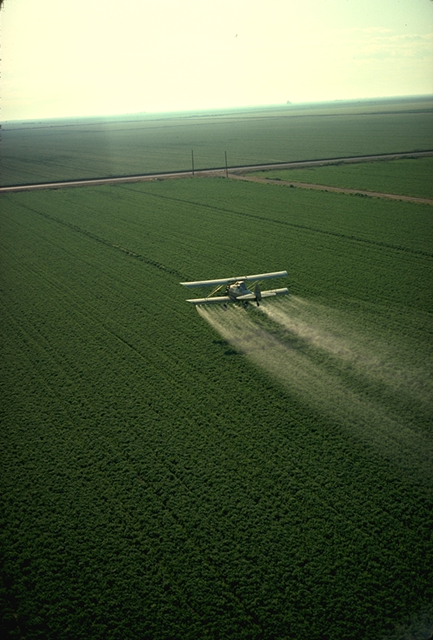
Sau chiến tranh thế giới thứ hai, các công nghệ nông nghiệp mới được triển khai, bao gồm thuốc trừ sâu và phân bón cũng như các giống cây trồng mới cho năng suất cao, đã làm tăng đáng kể sản lượng lương thực ở một số vùng nhất định của Nam Bán cầu.

Cách mạng xanh, hay còn được gọi là cuộc cách mạng nông nghiệp thứ ba (sau cuộc cách mạng đồ đá mới và cuộc cách mạng nông nghiệp Anh Quốc), là một giai đoạn chuyển giao công nghệ đã dẫn đến sự gia tăng đáng kể sản lượng nông nghiệp giữa thập niên 1940 và thập niên 1960. Công cuộc chuyển đổi này đã diễn ra do kết quả của các chương trình nghiên cứu và mở rộng quy mô nông nghiệp, phát triển hạ tầng, được thúc giục và phần lớn được cung cấp ngân quỹ bởi Rockefeller Foundation, cùng với Ford Foundation và các cơ quan chính khác. Cuộc cách mạng xanh trong ngành nông nghiệp đã giúp sản lượng nông nghiệp theo kịp sự tăng trưởng dân số.
Thuật ngữ "Cách mạng xanh" đã được sử dụng lần đầu năm 1968 bởi cựu giám đốc USAID William Gaud, người nổi bật với sự truyền bá các công nghệ mới và đã phát biểu, "Những sự chuyển biến này và các phát triển khác trong lĩnh vực nông nghiệp hàm chứa các yếu tố làm nên một cuộc cách mạng mới. Nó không phải là một cuộc Cách mạng Đỏ như cuộc cách mạng Xô Viết và cũng không phải là một cuộc Cách mạng trắng như cuộc cách mạng của Shah tại Iran. Tôi gọi nó là cuộc Cách mạng xanh."
Cuộc cách mạng xanh đã có các ảnh hưởng sinh thái và xã hội to lớn thu hút các khen ngợi nồng nhiệt và các chỉ trích dữ dội tương đương. Cách mạng xanh nhằm mục đích nâng cao chất lượng cây trồng và thúc đẩy mọi người đều góp sức để cải tiến ngành nông nghiệp.